# Municipio de Union (condado de Phelps)
El municipio de Union (en inglés: Union Township) es un municipio ubicado en el condado de Phelps en el estado estadounidense de Nebraska. En el año 2010 tenía una población de 477 habitantes y una densidad poblacional de 5,12 personas por km².

## Geografía
El municipio de Union se encuentra ubicado en las coordenadas 40°28′52″N 99°35′15″O / 40.48111, -99.58750. Según la Oficina del Censo de los Estados Unidos, el municipio tiene una superficie total de 93.16 km², de la cual 93,16 km² corresponden a tierra firme y (0 %) 0 km² es agua.

## Demografía
Según el censo de 2010, había 477 personas residiendo en el municipio de Union. La densidad de población era de 5,12 hab./km². De los 477 habitantes, el municipio de Union estaba compuesto por el 98,53 % blancos, el 0,21 % eran amerindios, el 0,42 % eran asiáticos y el 0,84 % eran de una mezcla de razas. Del total de la población el 1,26 % eran hispanos o latinos de cualquier raza.